# Jacques-Guillaume Thouret
Pour les articles homonymes, voir Thouret.
Jacques-Guillaume Thouret, né le 30 avril 1746 à Pont-l'Évêque et guillotiné le 22 avril 1794 à Paris, est un homme politique français de la Révolution.

## Biographie
Il est le fils de Guillaume Thouret, notaire royal à Pont l'Évêque (1775), trésorier des guerres (1781), et de Marie Sainte Domin. Il devient avocat du Parlement de Normandie en 1773, pendant la réforme du chancelier Maupeou. 
En 1781, il épouse Marie Rose Pélagie Quillebeuf, fille de Jacques François Josse Quillebeuf, écuyer, et de Rose Catherine Cahierre  ; parmi les témoins figurent Jean Pierre Prosper Godart de Belbeuf, procureur général au parlement de Normandie, et Louis Lépecq de La Clôture, « docteur professeur en médecine inspecteur royal de santé en Normandie » . 
Il fait en 1787 un rapport très remarqué sur l’état de sa province et participe en 1788 à l’agitation qui précéda la réunion des États généraux. Il est un des leaders de la révolte de la municipalité de Rouen contre le parlement de Normandie en 1788-1789. Il contribue à la rédaction des cahiers de doléances et est élu député du tiers-état de Rouen aux États généraux de 1789.
Le 3 août 1789, il refuse une première fois la présidence de l’Assemblée. Par la suite, il en sera le président à trois reprises : 
- du 12 au 22 novembre 1789 ;
- du 8 au 26 mai 1790 ;
- du 12 au 30 septembre 1791.

Thouret déploie beaucoup de talent, en qualité de rapporteur, lors de la discussion de la Constitution. Violent adversaire du clergé, il approuve la nationalisation des biens du clergé et il fait déclarer l’expropriation immédiate de ses biens, malgré la proposition de Mirabeau de lui en laisser provisoirement l’administration. Il fait également voter la suppression des ordres religieux. Il se prononce contre les deux Chambres. Il est surtout connu pour avoir fait adopter le décret de la division de la France en départements, non sans que quelques retouches aient été apportées à son projet.

Il participe aussi à l’élaboration de la nouvelle organisation judiciaire, notamment en ce qui concerne l’institution du jury. Il demande la rédaction d’un Code civil français uniforme. Son éloquence méthodique, précise, nerveuse, a beaucoup d’influence sur le changement du système judiciaire (jury) dont il est un des promoteurs. Dans un discours resté célèbre, prononcé le 24 mars 1790, il expose devant l’Assemblée constituante son projet de réorganisation de la justice et souligne à l’intention des députés que 

« l’exercice du pouvoir judiciaire a été si étrangement dénaturé, en France, qu’il est devenu nécessaire, non seulement d’en rechercher les vrais principes, mais de les tenir sans cesse présents à tous les esprits, et de préserver à l’avenir les juges, les administrateurs et la nation elle-même des fausses opinions dont elle a été victime jusqu’ici. »

La réforme qu’il fait adopter aboutit à la séparation des juridictions administrative et judiciaire. Les révolutionnaires entendent imposer leur pouvoir par la loi, qu’ils votent, et ils craignent que les décisions des administrateurs ne soient contrôlées par les juges, car, selon Thouret, « en général, l’esprit des grandes corporations judiciaires est un esprit ennemi de la régénération ». C’est dans cet esprit, et pour garantir leur pouvoir, que les révolutionnaires votent la loi des 16-24 août 1790 qui affirme (Titre II, art. 13) que « les fonctions judiciaires sont distinctes et demeureront toujours séparées des fonctions administratives. Les juges ne pourront, à peine de forfaiture, troubler de quelque manière que ce soit les opérations des corps administratifs, ni citer devant eux les administrateurs pour raison de leurs fonctions ».
L’article 5 de la Déclaration des droits de l'homme et du citoyen (« Tout ce qui n’est pas défendu par la loi ne peut être empêché ») a été adopté à son initiative.
Le 3 septembre 1791, une députation de 60 membres de l’Assemblée Constituante sous la présidence de Thouret, présente au roi Louis XVI la Constitution. Le 13 septembre, le roi adresse à l’Assemblée Constituante un message déclarant qu’il accepte cette Constitution.
Après la clôture des travaux de la Constituante, il est appelé au Tribunal de cassation, dont il préside la section de cassation en 1793. 
Devenu suspect sous la Terreur, parce qu’il partage les principes des Girondins, il est arrêté sur ordre du Comité de salut public (tous signeront le mandat d'arrestation, sauf Robespierre, qui seul, refusa de signer) en l’an II, condamné à mort et exécuté, en même temps que d’Eprémesnil, Le Chapelier et Malesherbes, l'ancien avocat de Louis XVI lors de son procès en décembre 1792. 
Il est le frère du médecin Auguste Thouret (1748-1810) et le beau-frère du chirurgien Jean-Baptiste Laumonier (1749-1818).

## Hommages
Le buste de Jacques-Guillaume Thouret, réalisé en 1879 par Jules-Constant Destreez, est exposé dans la galerie du second étage du palais de Justice de Paris.

## Publications
- Discours de M. Thouret devant l’Assemblée nationale fait au nom du comité de la Constitution : Sur l’obligation du roi de résider dans le royaume, Séance du 28 mars, 24 pages, Imprimé par l’Imprimerie nationale sur ordre de l’Assemblée nationale.
- Abrégé des révolutions de l'Ancien Gouvernement des François. Ouvrage élémentaire, extrait de l'abbé Dubos et de l'abbé de Mably pour instruction de son fils, Paris, Pierre et Firmin Didot, 1800.
- Tableaux chronologiques de l'histoire universelle, Pour l'instruction de son fils, Paris, A. Bonet et B. De Courval, Prodhomme et Cie, Delaforest et Cie, 1825.